# Trpanj
Trpanj je opčina v Chorvatsku v Dubrovnicko-neretvanské župě. V opčině žije 871 obyvatel, v Trpanji 707 obyvatel. Do opčiny Trpanj patří i obce Donja Vrućica, Gornja Vrućica a Duba Pelješka. Obec Trpanj leží na severním pobřeží poloostrova Pelješac.

## Geografie
Oblast Trpanje má středomořské klima s klimatickými rozdíly vyplývajícími z pásma vysokých hor v blízkosti pobřeží. Pelješská oblast je světoznámá i produkcí vína.

## Historie
Trpanj má významné místo v historii národního obrození v Dalmácii. Je prvním místem, kde byla chorvatština oficiálně upřednostněn před italštinou. První stopy římského osídlení byly objeveny v roce 1922, kdy byla odkryta mozaika v parku pod kopcem Gradina. Na pobřeží byly nalezeny stopy ilyrského sídla Plereians na svahu Gradina. První a nejdůležitější kostel středověkého Trpanje, zasvěcený svatému Petrovi, byl postaven na zbytcích římské vily.

## Doprava
Trpanj býval jedním z hlavních přístavů poloostrova Pelješac. Spojení mezi Trpanjem a přístavem Ploče na pevnině je zajišťováno trajektem společnosti Jadrolinija. Do Trpanje vede přivaděč z Pelješacké transverzály.

## Pamětihodnosti
- Gradina
- kostel sv. Petra a Pavla, původně sv. Michala - crkva sv. Petra i Pavla
- kostel Panny Marie Karmelské - crkva Gospe od Karmela
- kostel sv. Rocha - crkva sv. Roka
- kostel sv. Mikuláše - crkva sv. Nikole
- kaple sv. Antonína - crkvica sv. Antuna
- kaple Panny Marie Milostné

## Školství
V Trpanji působí základní škola, která sdílí budovu s farou pod kostelem sv. Petra a Pavla.

## Sport
- NK Faraon Trpanj - fotbalový klub založený v roce 1919
- klub vodního póla (Waterpolo club Trpanj)

## Galerie

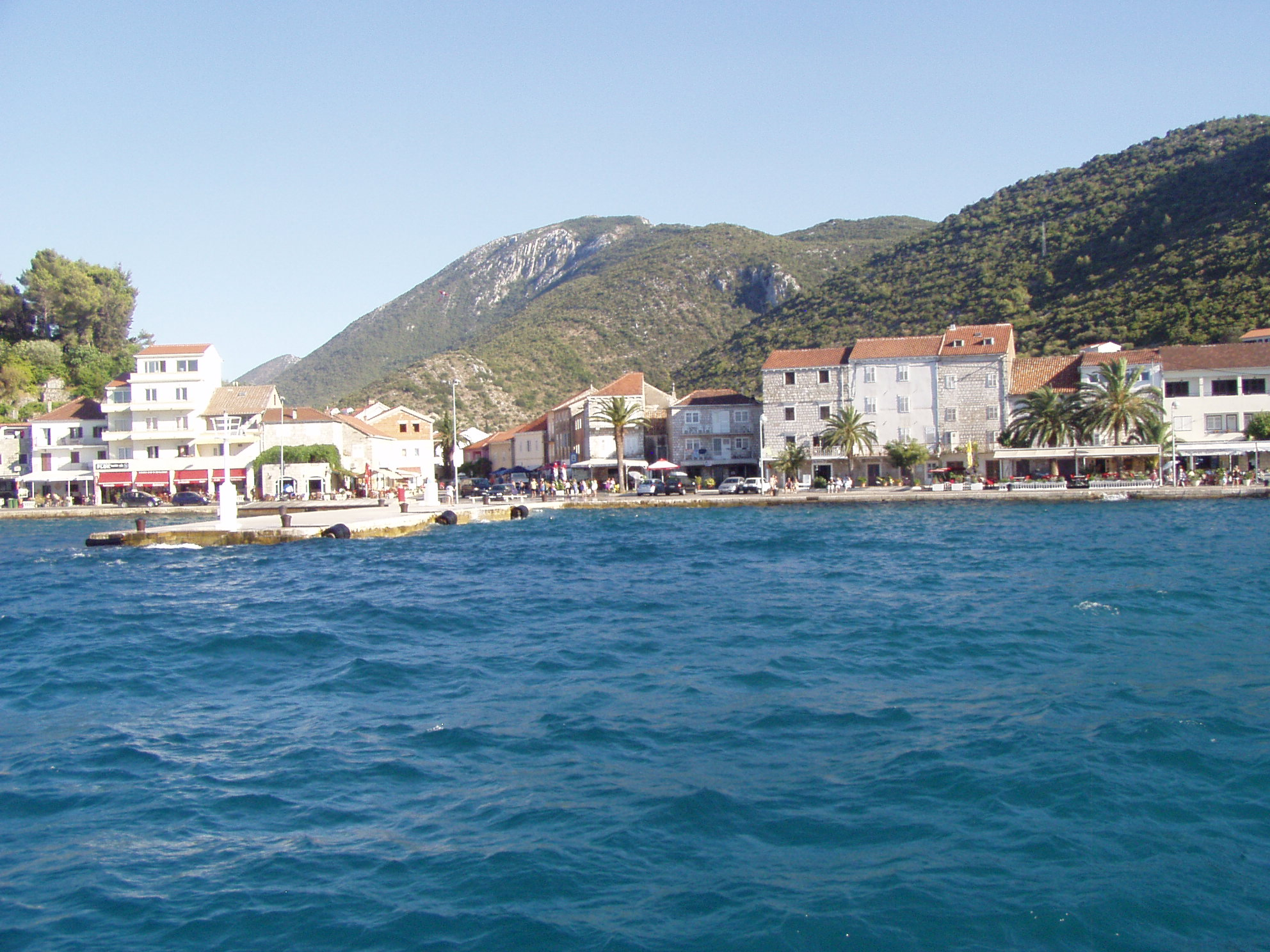
Trpanj z moře
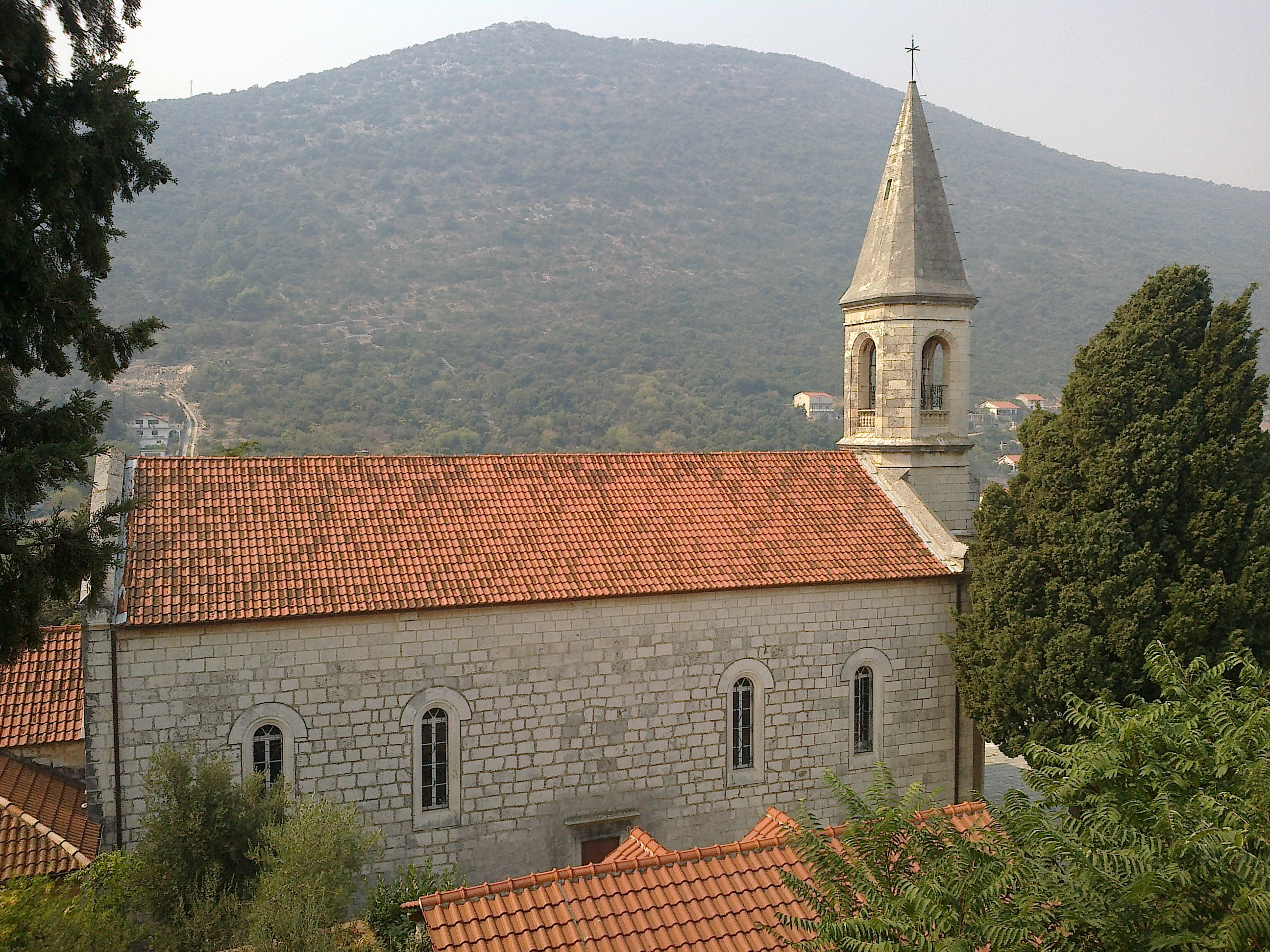
Kostel sv. Petra a Pavla
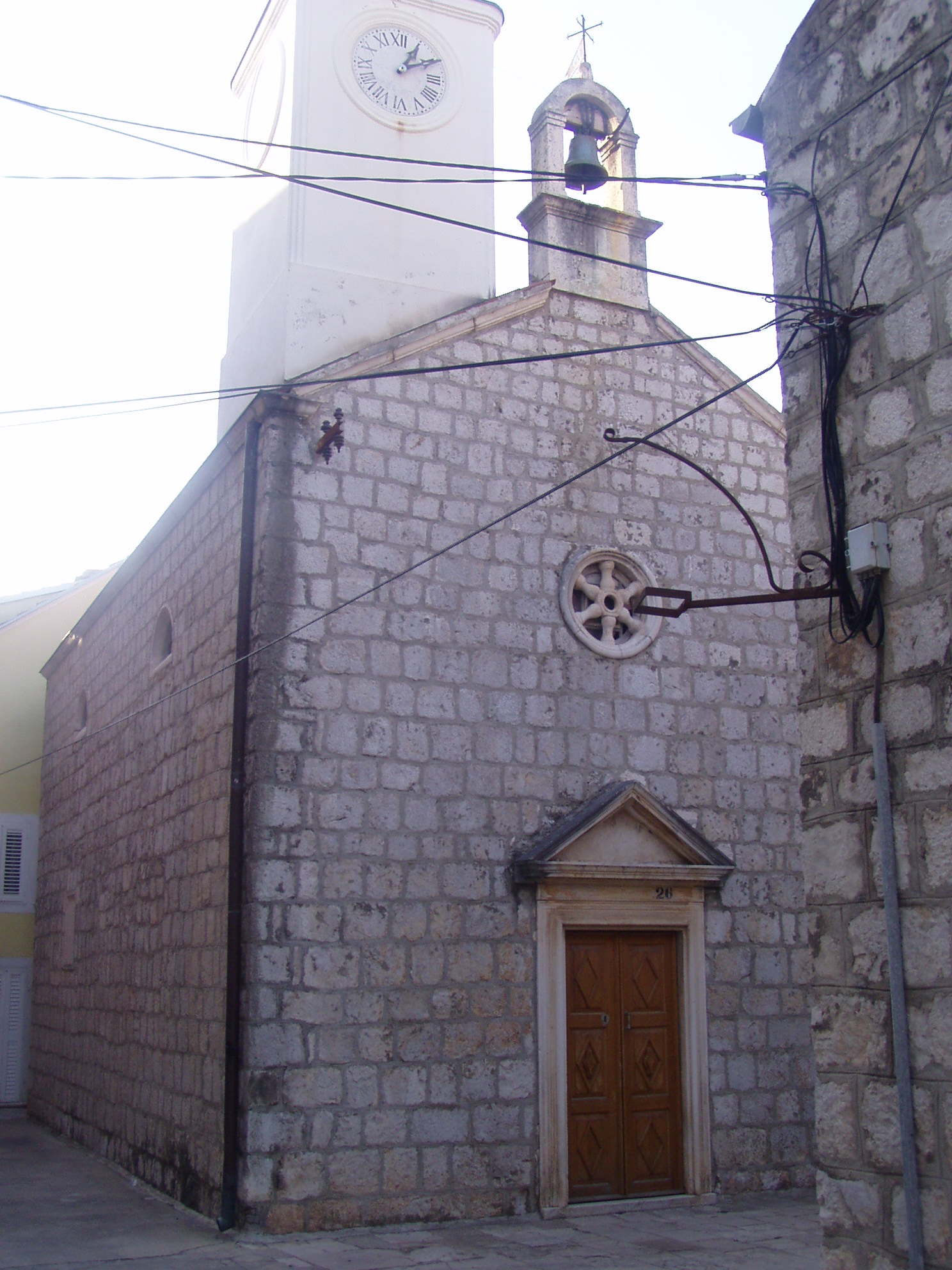
Kostel Panny Marie Karmelské
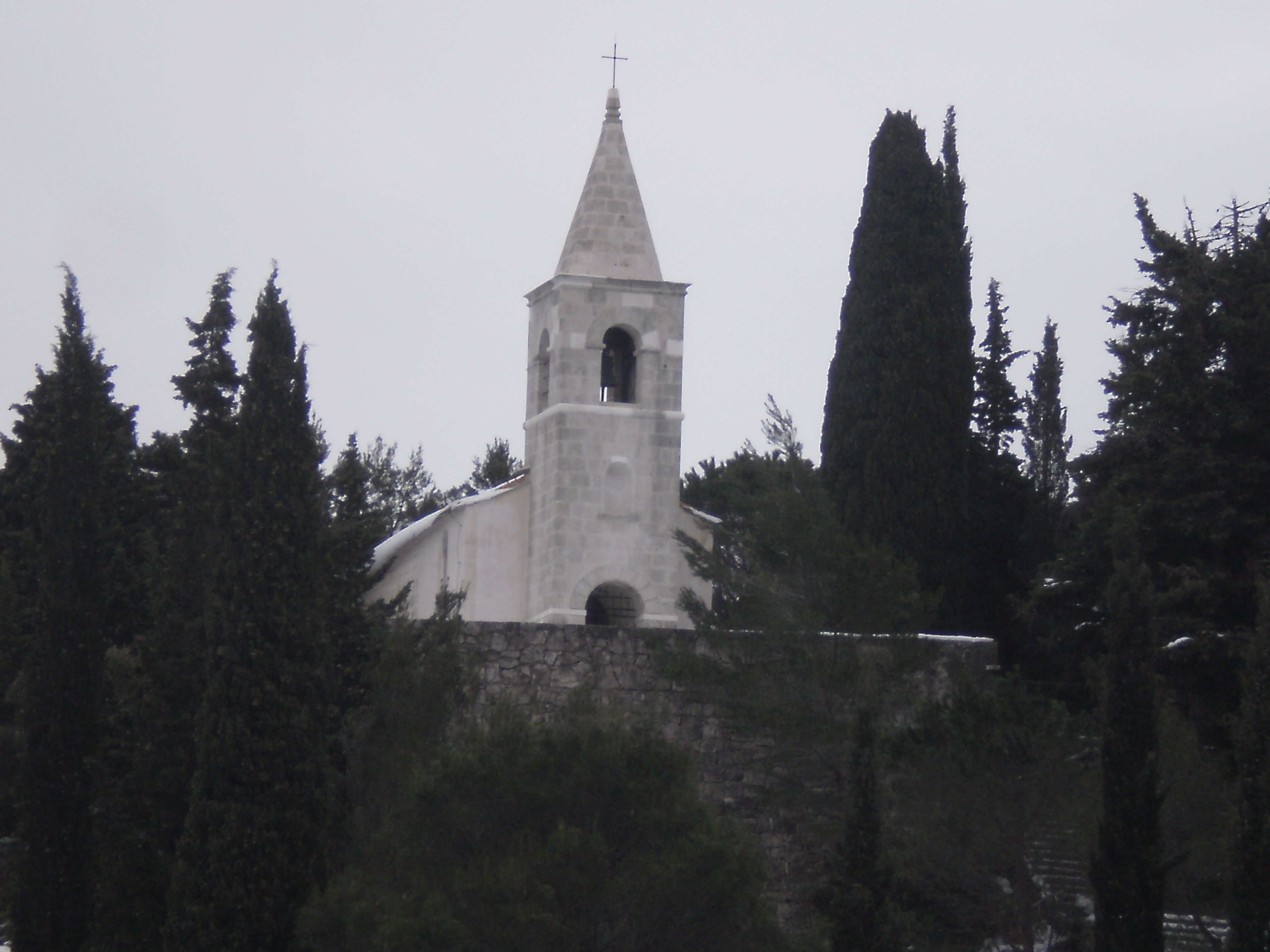
Kostel sv. Rocha
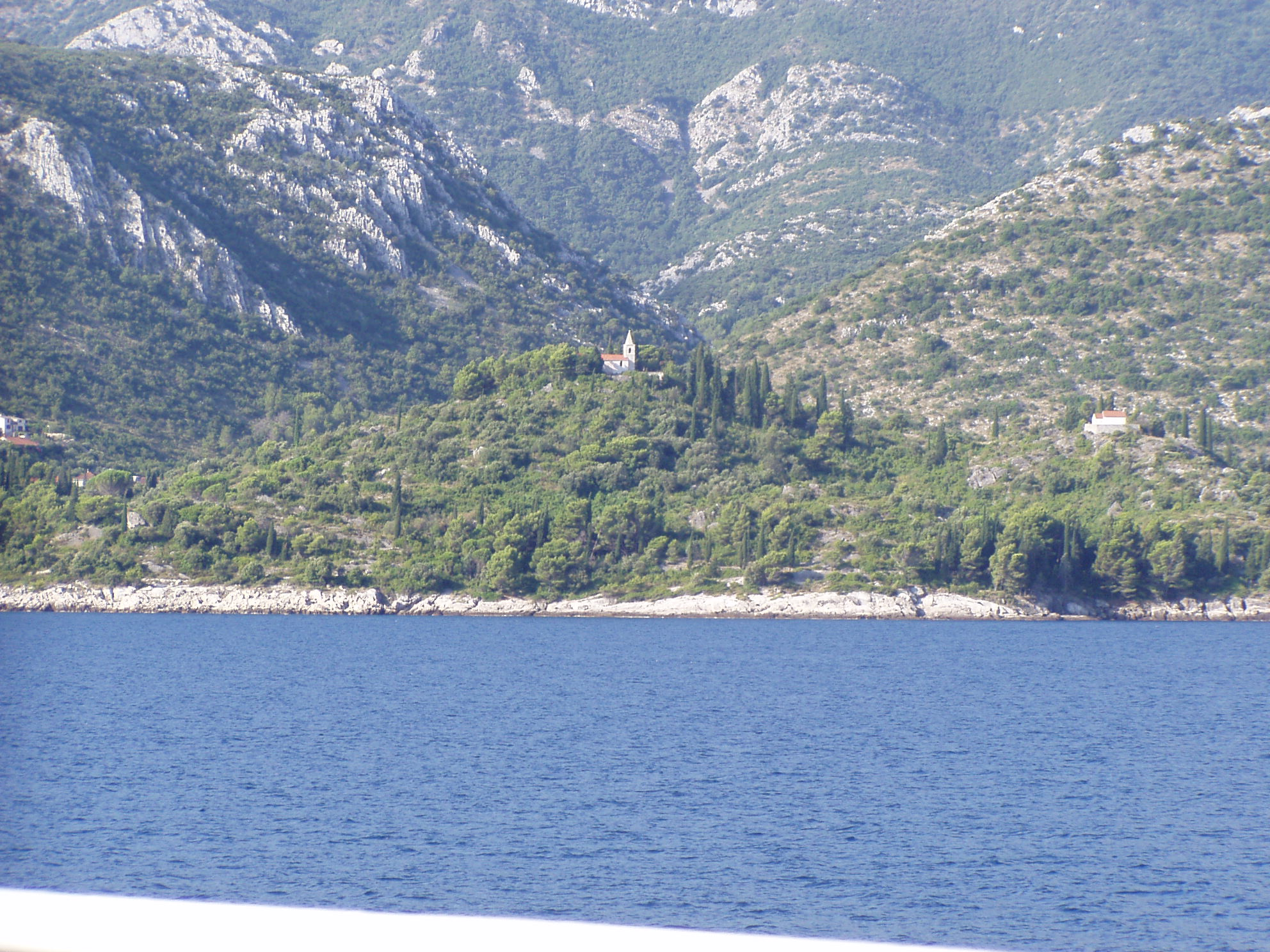
Kostel sv. Rocha a sv. Mikuláše
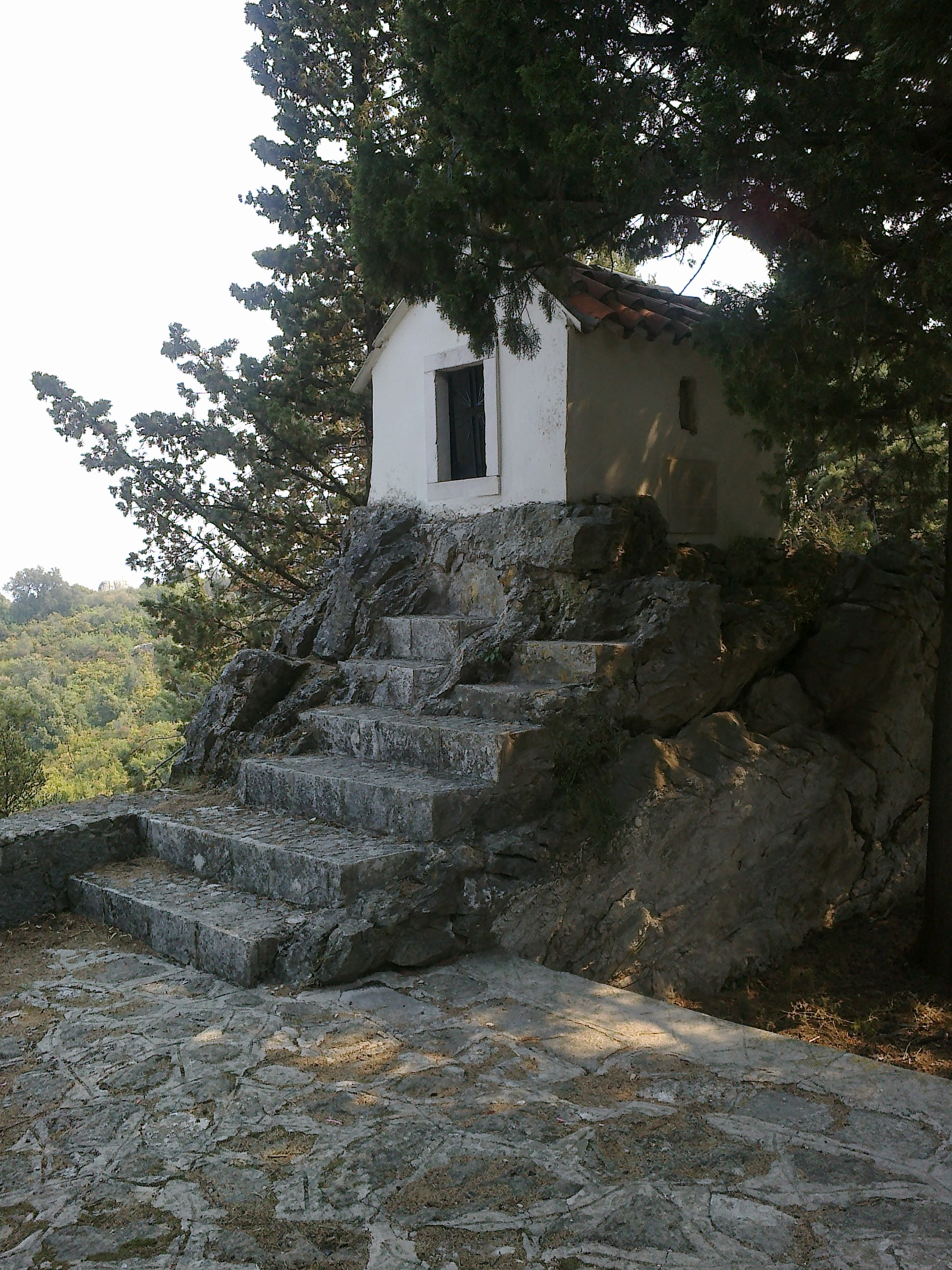
Kostel Panny Marie Milostné
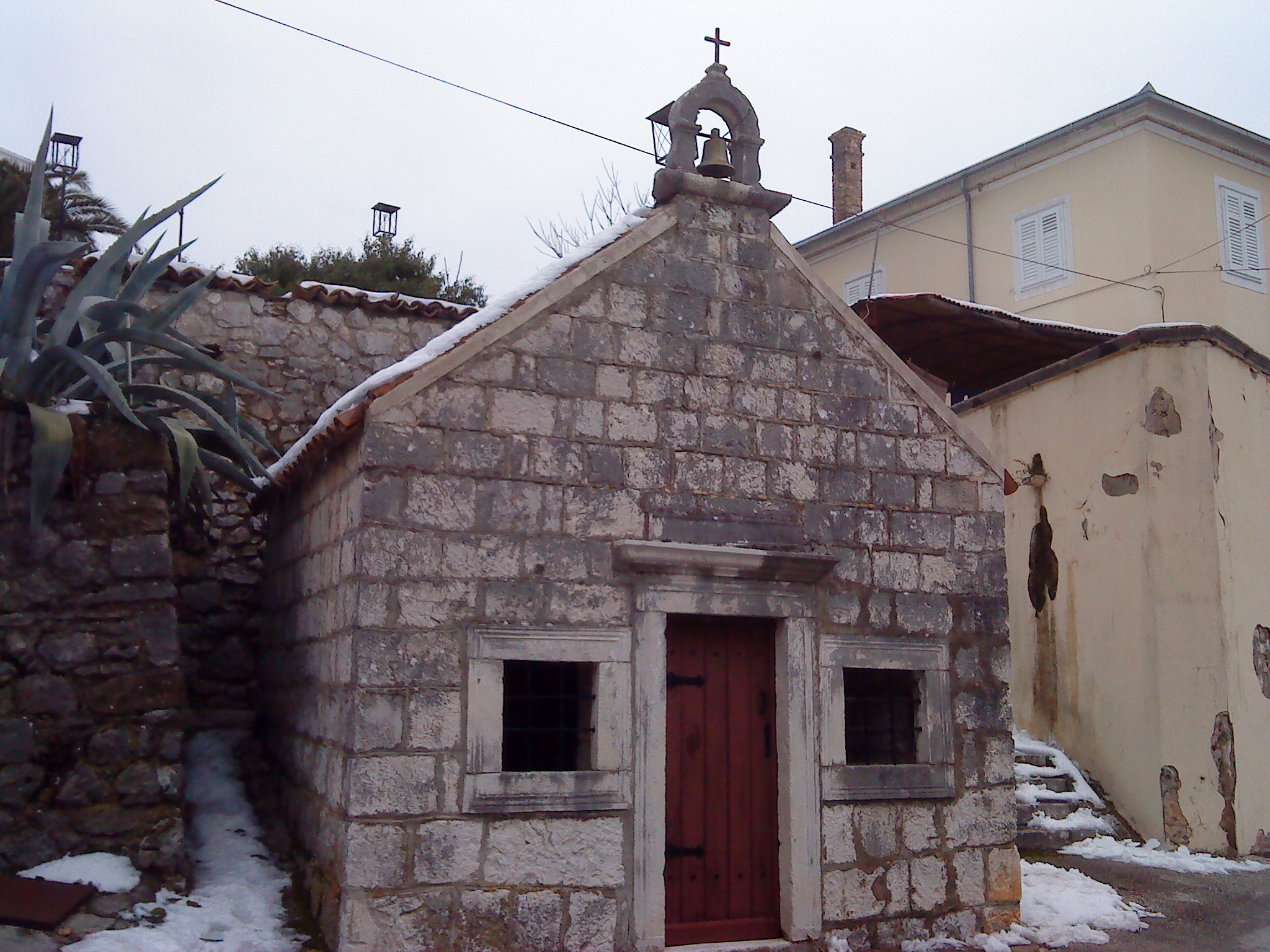
Kaple
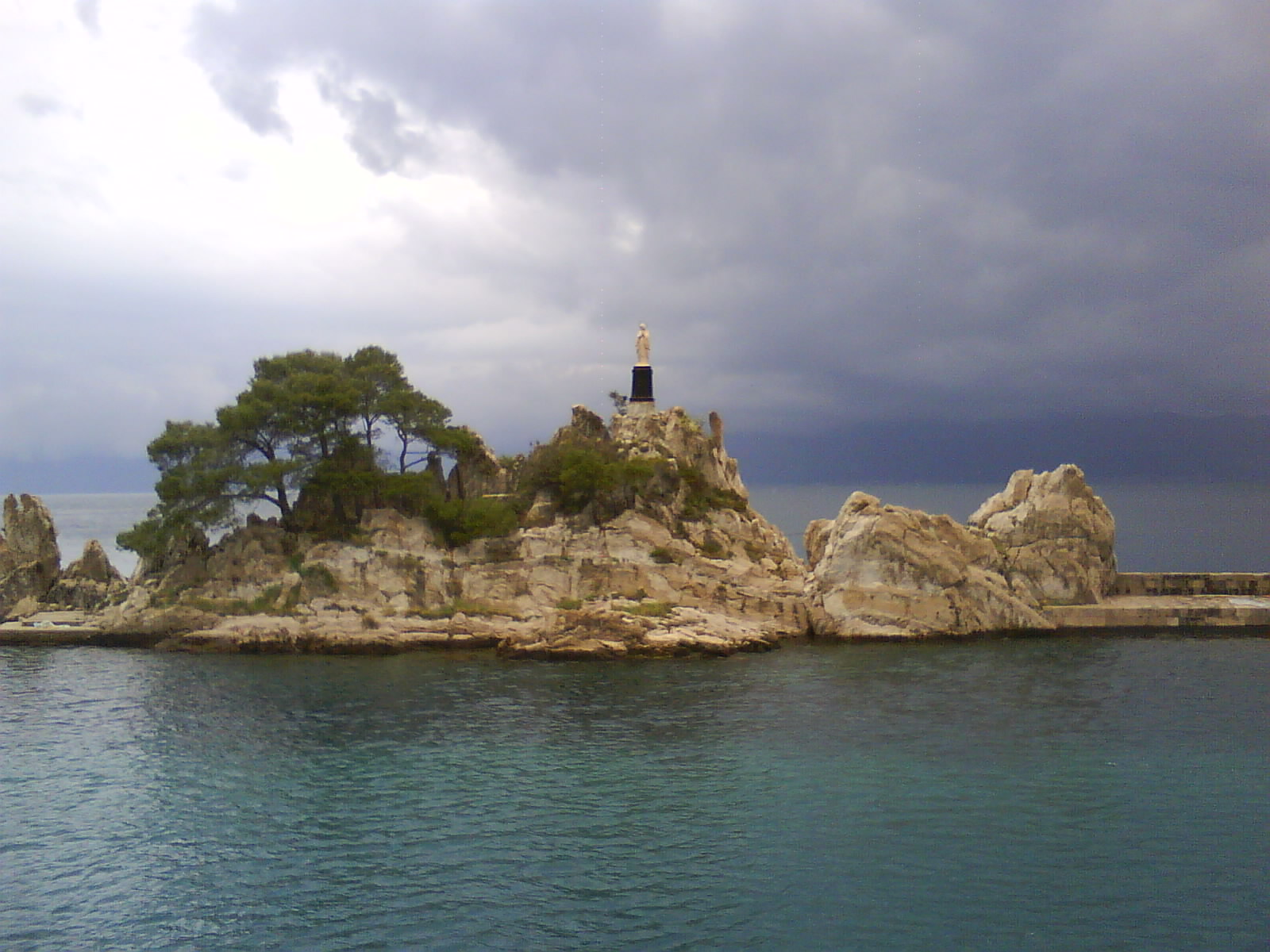
Socha Panna Marie hvězdy moře - ostrůvek v Trpanji
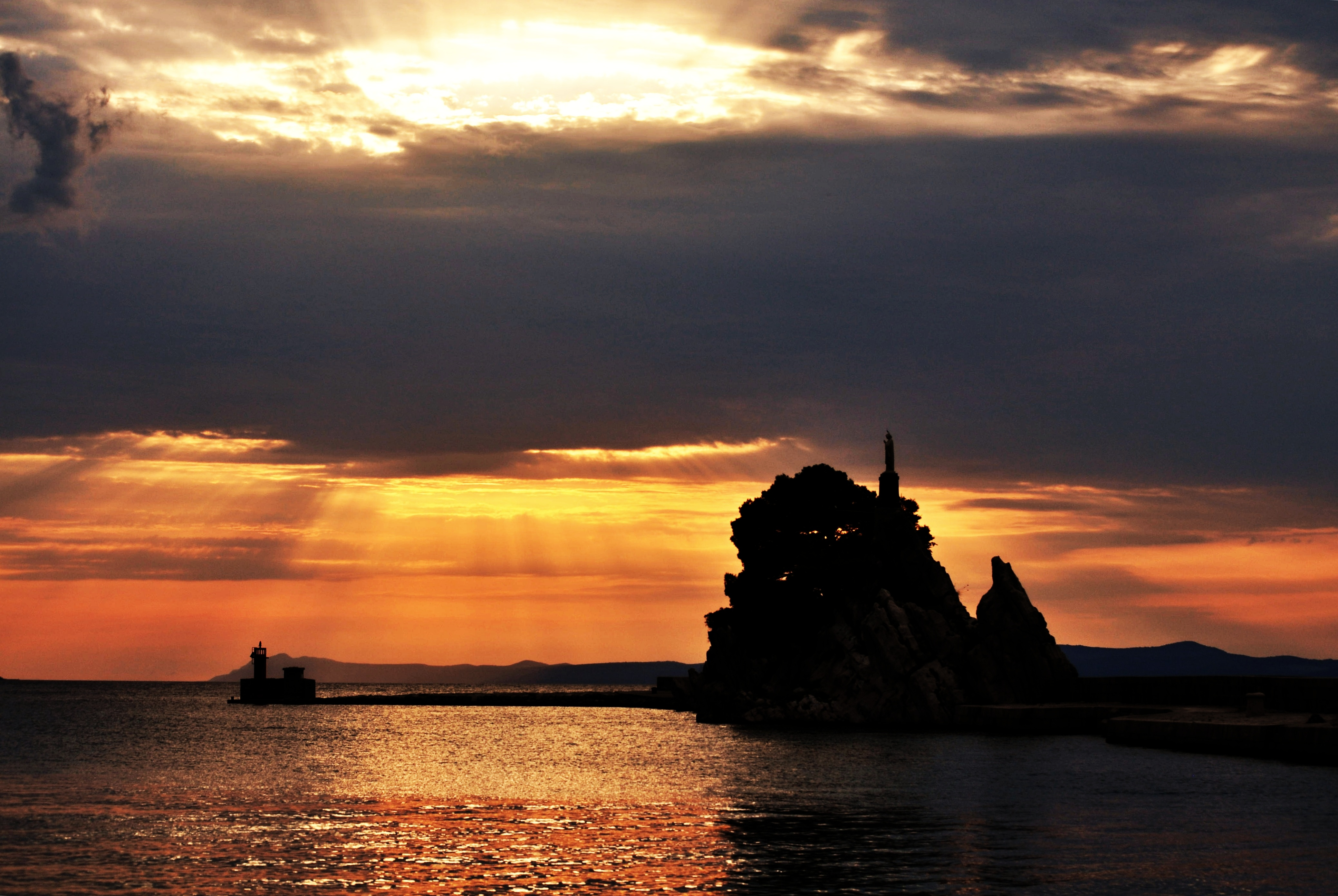
Panna Maria zvijezda mora
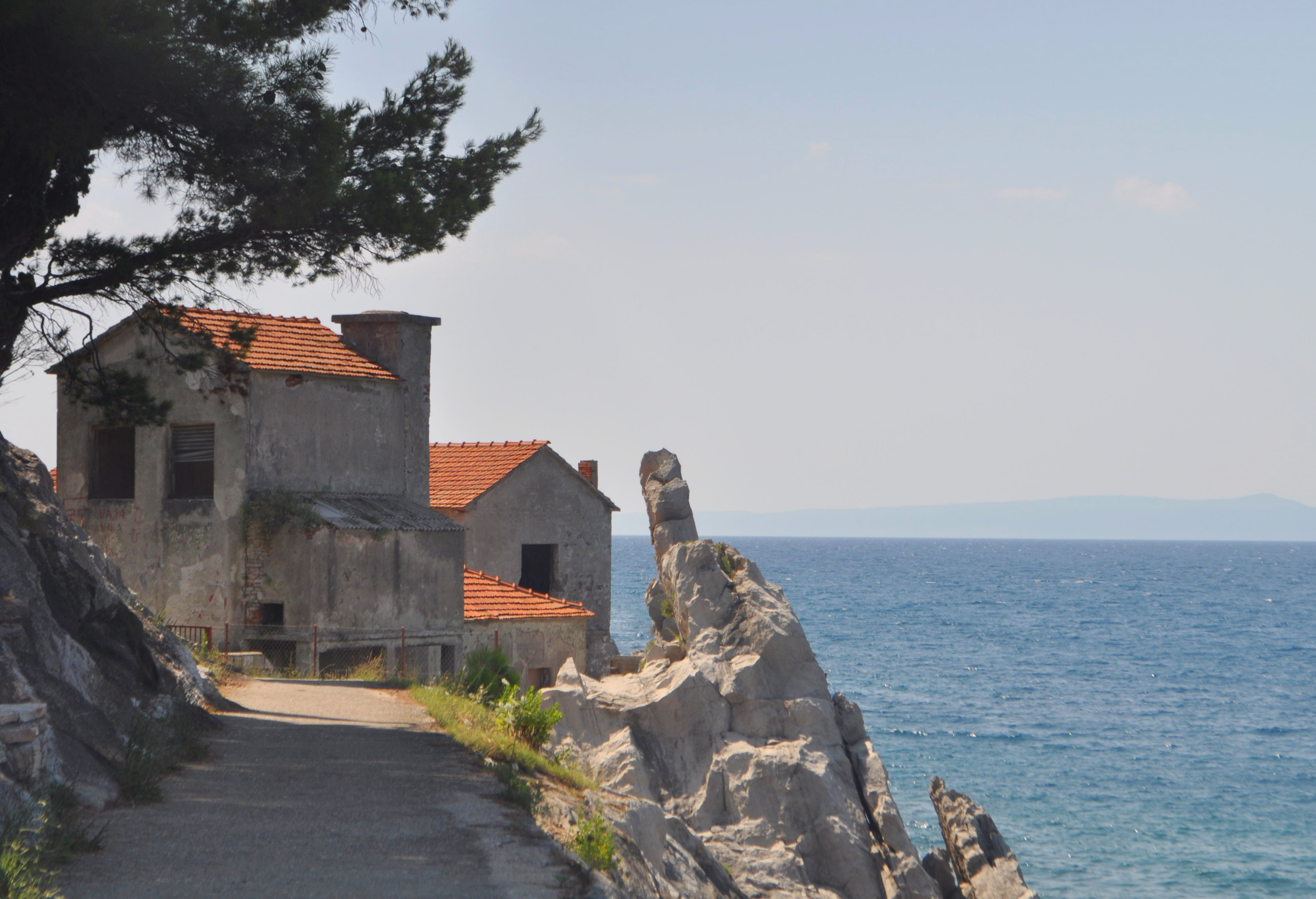
Bývalá továrna na zpracování ryb